# Sinal n.º 10
Sinal n.º 10 (em chinês: 十號風球), é o maior nível do código dos sinais de tempestade tropical em Macau, seguido por Sinal n.º 9.
O Sinal n.º 10 mais recente foi içado no Domingo às 12:30, com a aproximação do tufão Wipha. 

## Significado
Este sinal é hasteado quando se verifica que a aproximação do centro da tempestade tropical ocorre de forma a que o território da Região Administrativa Especial de Macau  (RAEM) passa a ficar incluído na zona de máxima actividade, com ventos médios superiores a 118 km/h e rajadas de grande intensidade.
Contudo, o Ex- Director da Direcção dos Serviços Meteorológicos e Geofísicos (SMG), Fong Soi Kun disse após o tufão "Vicente" passou Macau em dias 23 e 24 de Julho de 2012 que, o factor necessário para o hasteamento de tufão sinal n.º 10 seria o centro de tufão passaria Macau, ou seja,mesmo Macau está a ser afectado por tempestade tropical do nível Tufão ( a velocidade média do vento máximo é acima de 118 km/h), mas se o centro de tempestade não passa ou chega Macau, o máximo sinal de tufão que pode ser içado é Sinal n.º 9. Isso mostra que a norma de hasteamento de sinal n.º 10 ficou mais rigoroso desde a transferência da soberania em Dezembro de 1999. Esta norma é ainda mais rigoroso do que a de Hong Kong Observatory, o sinal n.º 10 de Hong Kong apenas precisa a tempestade tropical do nível de Tufão ou acima, passa dentro 100 km de Hong Kong, e a velocidade média do vento em qualquer nível do mar é registrado continuamente acima 118 km/h. No entanto, a distância mais próxima de Macau do Tufão "Hato" em 2017 foi 40km, mostrando que o hasteamento de sinal n.º 10 não é obrigatório o centro de tufão passar Macau, se o vento atinge o nível necessário.

## Precauções
- Deve evitar-se sair de casa e/ou conduzir.
- Para reforço da segurança de portas e janelas, recomenda-se o recurso a mobiliário pesado.
- Deve prestar-se a máxima atenção às notícias divulgadas pelos media: rádio, televisão, internet.
- Um súbito amainar da tempestade significa, normalmente, que o centro da depressão está sobre o território.

## Registos de hasteamento
Desde 1904.
De acordo com os registos feitos desde o ano de 1907, Artilharia (1907-1916) o /sinal n.º 7 (1917-1930) e o sinal /n.º 10 (1931-) foram hasteados por 19 vezes.
| Anos | Ciclone tropical    |
| ---- | ------------------- |
| 1908 | 1908 Tufão          |
| 1909 | 1909 Tufão          |
| 1923 | 1923 Tufão          |
| 1926 | 1926 Tufão          |
| 1927 | 1927 Tufão (Julho)  |
| 1927 | 1927 Tufão (Agosto) |
| 1929 | 1929 Tufão          |
| 1931 | 1931 Tufão          |
| 1936 | 1936 Tufão          |
| 1937 | 1937 Tufão          |
| 1944 | 1944 Tufão          |
| 1946 | Tufão Ingrid        |
| 1949 | Tufão Madeline      |
| 1964 | Tufão Ruby          |
| 1979 | Tufão Hope          |
| 1983 | Tufão Ellen         |
| 1991 | Tufão Brendan       |
| 1999 | Tufão York          |
| 2017 | Tufão Hato          |
| 2018 | Tufão Mangkhut      |
| 2020 | Tufão Higos         |
| 2025 | Tufão Wipha         |